# Xã Washington, Quận Washington, Indiana
Xã Washington (tiếng Anh: Washington Township) là một xã thuộc quận Washington, tiểu bang Indiana, Hoa Kỳ. Năm 2010, dân số của xã này là 10.176 người.